# نووبرزوفکا
نووبرزوفکا (به لاتین: Novoberezovka) یک منطقهٔ مسکونی در روسیه است که در سرزمین آلتای واقع شده‌است.